# Brasilicereus
Brasilicereus Backeb. – rodzaj sukulentów z rodziny kaktusowatych (Cactaceae). Rodzaj obejmuje dwa gatunki występujące we wschodniej Brazylii (Minas Gerais). Gatunkiem typowym jest B. phaeacanthus (Gürke) Backeberg.

## Systematyka
Rodzaj Brasilicereus jest czasem włączany do rodzaju Cereus Mill.
Pozycja systematyczna według APweb (aktualizowany system APG III z 2009)
Należy do rodziny kaktusowatych (Cactaceae) Juss., która jest jednym z kladów w obrębie rzędu goździkowców (Caryophyllales)  i klasy roślin okrytonasiennych. W obrębie kaktusowatych należy do plemienia Cereae, podrodziny Cactoideae.
Pozycja w systemie Reveala (1993-1999)
Gromada okrytonasienne (Magnoliophyta Cronquist), podgromada Magnoliophytina Frohne & U. Jensen ex Reveal, klasa Rosopsida Batsch, podklasa goździkowe (Caryophyllidae Takht.), nadrząd  Caryophyllanae Takht.,  rząd goździkowce (Caryophyllales Perleb), podrząd Cactineae Bessey in C.K. Adams, rodzina kaktusowate (Cactaceae Juss.), rodzaj Brasilicereus Backeb.
Gatunki
- Brasilicereus markgrafii Backeb. & Voll
- Brasilicereus phaeacanthus (Gürke) Backeb.

## Zagrożenia
Ze względu na degradację siedlisk obserwuje się spadek liczby stanowisk i spadek liczebności populacji tych kaktusów. Jeden z gatunków B. markgrafii został uznany za zagrożony wyginięciem i wpisany do Czerwonej księgi gatunków zagrożonych (kategoria zagrożenia EN).